# Рушия
Рушия (лат. Ruschia) — род суккулентных растений семейства Аизовые (Aizoaceae), произрастающий на территории Южной Африки. Растения рода Рушия являются одними из самых ярких и разнообразных представителей суккулентов в семействе Аизовые.

## Название
Род Ruschia был назван в честь намибийского фермера Эрнста Юлиуса Руша (Ernst Julius Rusch, 1867–1957). Его сын, Эрнст Франц Теодор Руш (Ernst Franz Theodor Rusch, 1897–1964), также был почётно увековечен в названии другого монотипного рода семейства аизовых — Ruschianthus.
Русскоязычное название является транслитерацией латинского.

## Описание

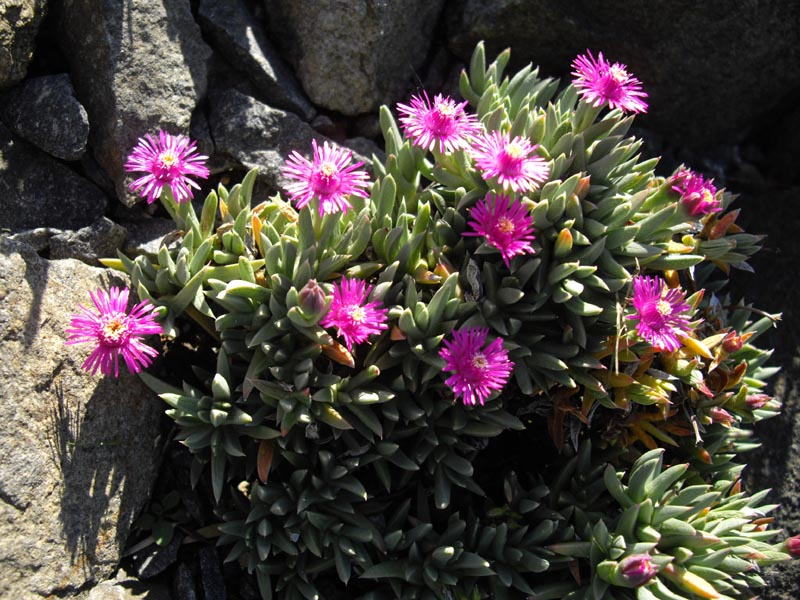
Ruschia pulvinaris

Род включает в себя множество видов, которые были классифицированы авторами в несколько секций в зависимости от их ростовых характеристик, формы цветков и коробочек.
Эти растения могут быть крупными прямостоячими кустарниками, достигающими высоты до 1,4 метра, либо карликовыми, хохлатыми и почвопокровными видами, образующими маты. Они обладают преимущественно одревесневшими корнями, расположенными близко к поверхности почвы. Ветви также деревянные и жёсткие с короткими междоузлиями, которые часто покрыты сухими листьями. Некоторые виды имеют шипы, служащие для защиты от пасущихся животных.
Цветки варьируются от белых до розовых и фиолетовых оттенков. Они напоминают цветки другого рода — Лампрантус (Lampranthus), однако у последних они крупнее и их цветковые соцветия обильнее. Все представители рода Рушия изобилуют цветками, которые буквально покрывают всю растительность. Цветение происходит в течение всего года, достигая пика осенью и весной. Цветки распускаются днём и обладают приятным ароматом. Листья часто имеют голубовато-зеленый оттенок, трёхгранные, иногда с зубчатыми краями, и практически всегда украшены более темными прозрачными пятнами, что является интересной особенностью этого рода.
Плоды представлены коробочками с 5 или редко 6 гнездами (камерами), которые имеют глубокое основание и лишены крыльев. Семена имеют диаметр от 0,5 до 1 мм и оттенок от желтоватого до коричневатого. Они обычно плоские или шаровидные. Все растения этого рода, как правило, быстрорастущие, однако их жизненный цикл ограничен, и через четыре года они становятся коренастыми, особенно в засушливых и полузасушливых районах.

## Распространение и экология
Род Рушия естественно встречается в Южной Африке, включая Южно-Африканскую Республику, Лесото и Намибию. Он также был интродуцирован в другие регионы, включая Великобританию, Португалию, Испанию и Австралию.
Виды демонстрируют изменчивость из-за разных мест обитания, в которых они встречаются. Типы почв варьируются от кварцитового песчаника, известковых почв, разложившихся сланцев, глинистой почвы и глубоких супеси. Географически их распространение простирается от Виндхука в Намибии до Западно-Восточной Капской провинции, Фри-Стейт и Гаутенга. Однако наибольшая частота наблюдается в более засушливых Юго-Западных регионах у уровня моря, где зимой выпадает менее 100 мм осадков. Это значительно отличается от других представителей рода, встречающихся в регионах с летними осадками, где выпадает до 800 мм осадков в год. Растения устойчивы к морозам, пожарам и сильной засухе, и это, вместе с их яркими цветами, делает их одними из самых популярных водолюбивых садовых растений, известных сегодня.

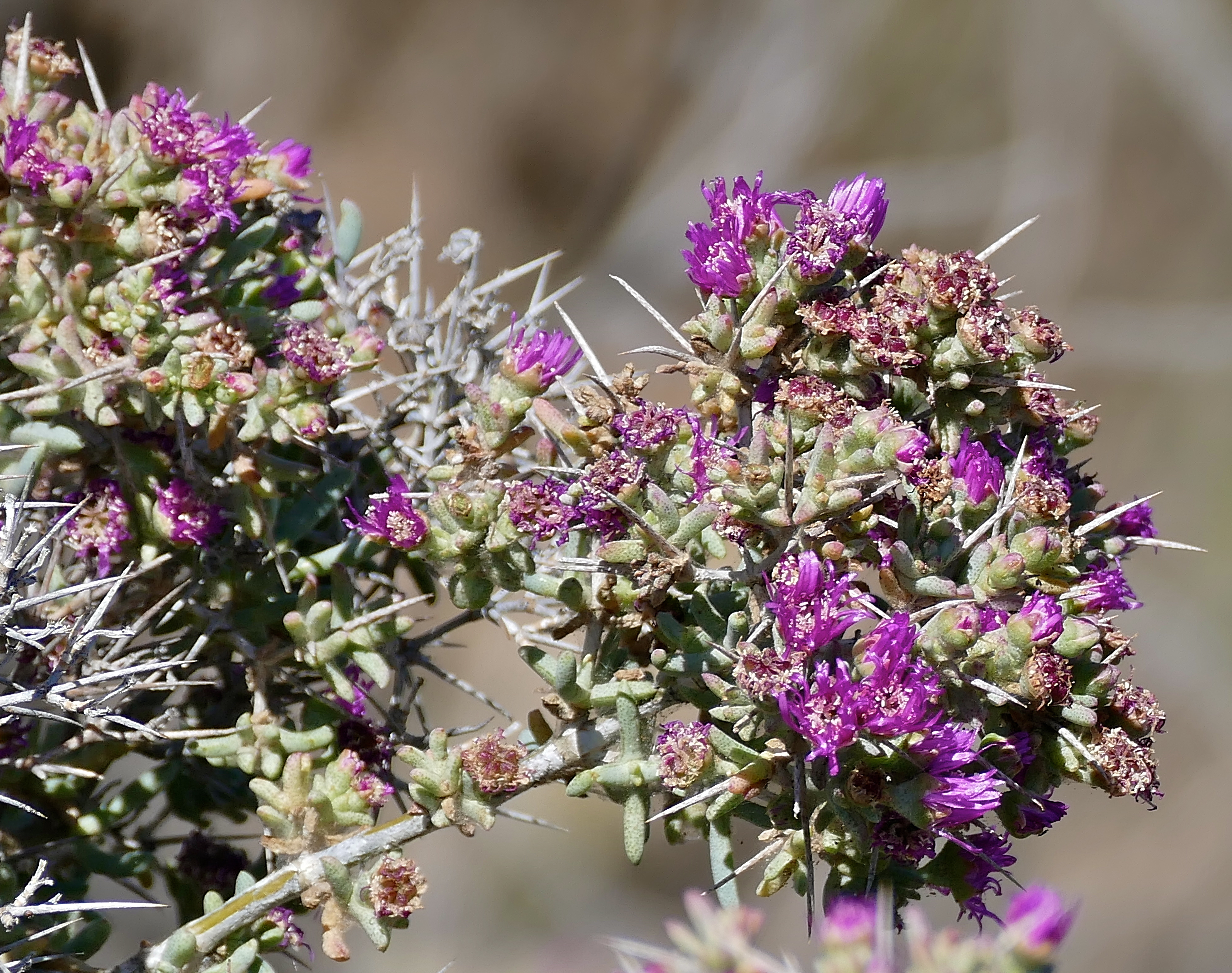
Ruschia spinosa

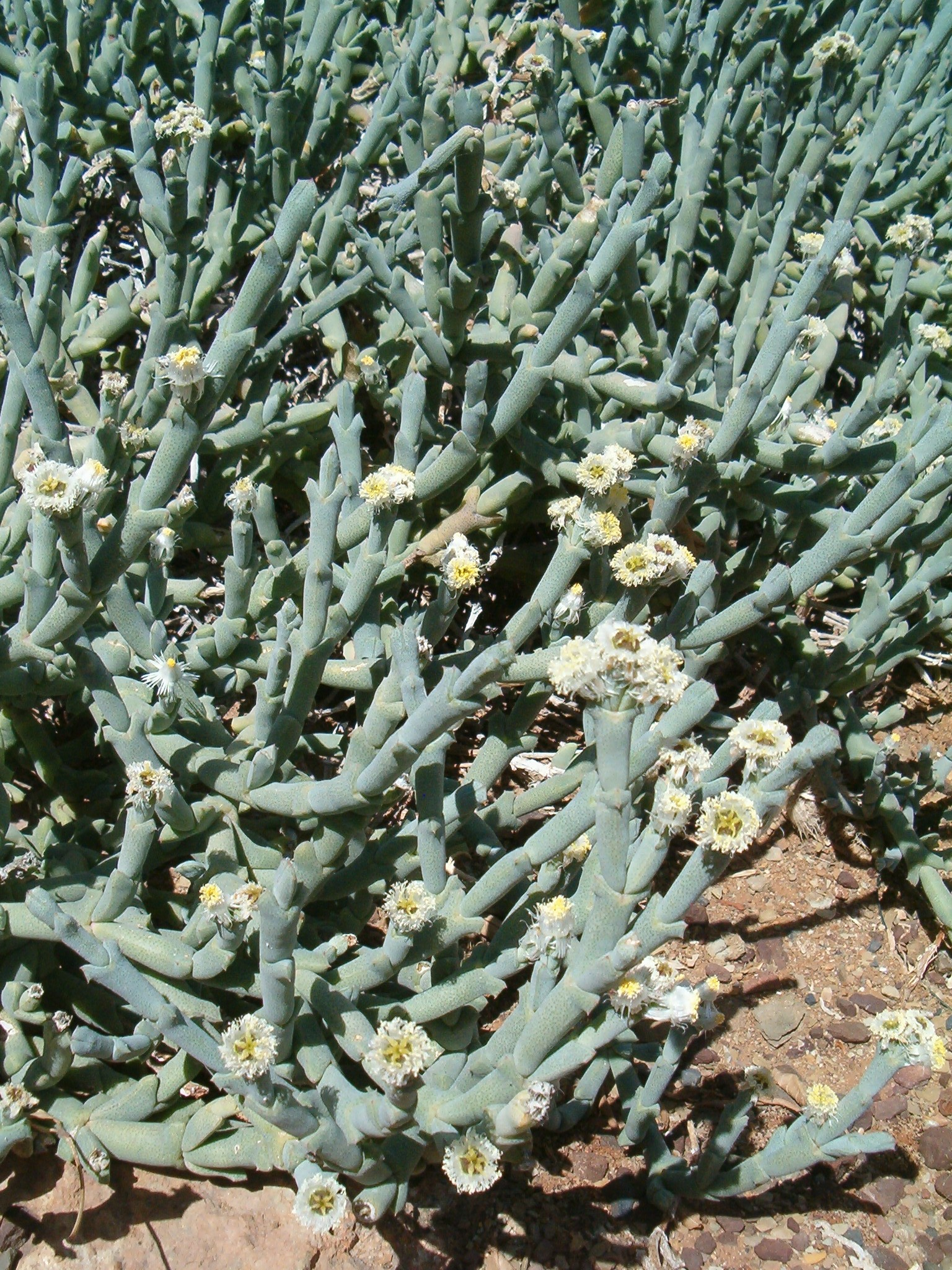
Ruschia crassa

Виды Рушия, производят яркие и ароматные цветы. Они привлекают насекомых-опылителей, таких как пчелы, мухи и бабочки, которые активно посещают цветы с утра до полудня. Растения Рушия обладают различными стратегиями, чтобы противостоять жаре и засухе. Некоторые виды, такие как Ruschia spinosa, обладают колючками, которые помогают снизить потерю влаги и защищают растения от пастбищных животных. Другие виды, такие как Ruschia crassa, имеют сильно редуцированные листья, и используют свои зелёные стебли для осуществления функций, обычно выполняемых листьями. В других видов листья маленькие и расположены в вертикальном положении, чтобы минимизировать поверхность, подверженную солнечному воздействию. В условиях ограниченных осадков растения развивают большую часть корней близко к поверхности почвы, чтобы максимально быстро поглощать воду. В периоды засухи растения могут изменять окраску на коричневую или красноватую, чтобы предотвратить перегрев.
Распространение семян связано с механизмом раскрытия коробочек под воздействием влаги. При намокании, киль коробочки расширяется и створки поднимаются, удерживая семена в маленьких отсеках. Затем, при дожде, семена выплёскиваются из коробочек и падают на землю. Этот процесс распространения семян через воду запускается только при наличии подходящих условий, когда достаточно дождей для обеспечения прорастания и последующего укоренения проростков.

## Таксономия
Ruschia Schwantes, первое упоминание в Z. Sukkulentenk. 2: 186 (1926).

### Виды
По последним данным от Plants of the World Online на 2023 год, род включает 208 подтверждённых видов.

## Выращивание

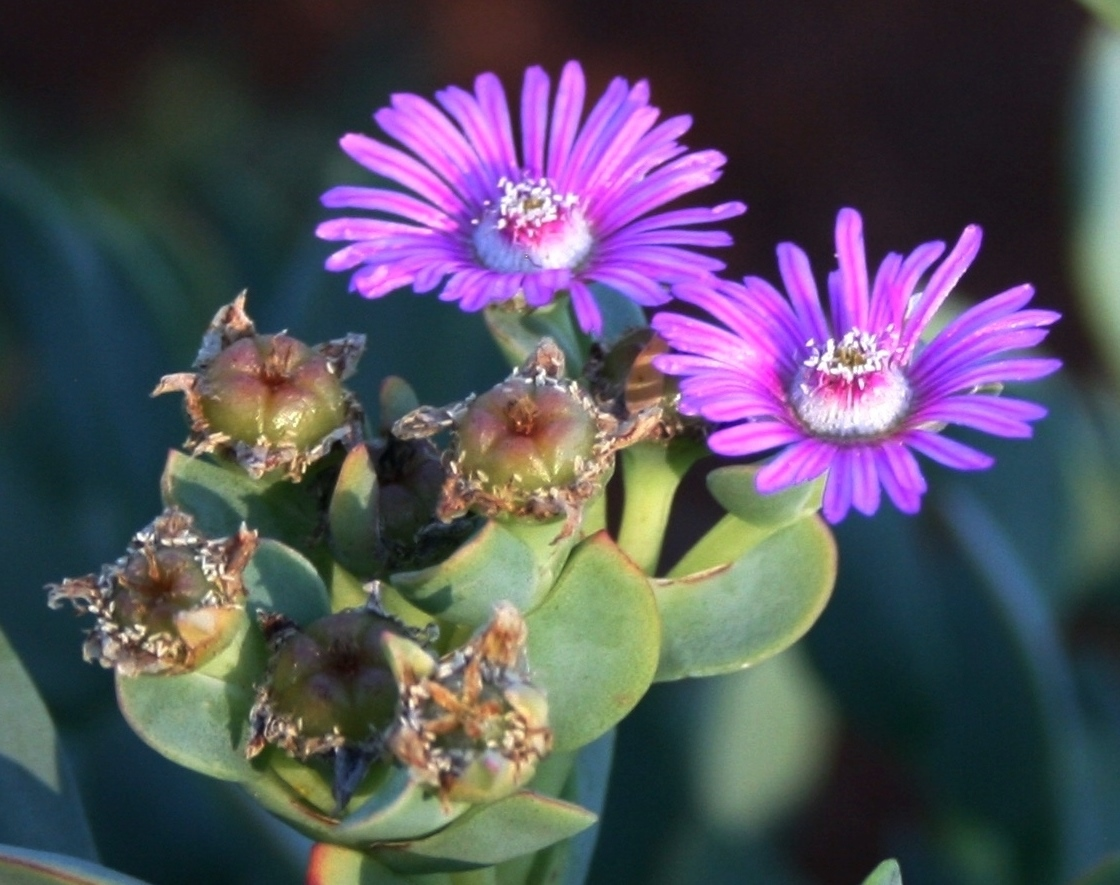
Ruschia maxima в Национальном ботаническом саду Претории

Растения пользуются популярностью в садоводстве благодаря своей выносливости к засухе. Они идеально подходят для областей с ограниченным доступом к влаге. Разнообразные формы роста позволяют использовать их в различных целях. Например, хохлатые растения с округлой формой идеально подходят для контейнеров и цветочных ящиков. Низкорослые и раскидистые виды служат отличным украшением для террас и способны стабилизировать рыхлый песок. Более крупные и прочные виды лучше всего сочетаются с другими крупными растениями или суккулентами в альпинариях и смешанных грядках. Важно помнить, что растения имеют ограниченный срок службы, и рекомендуется пересаживать их каждые три года.